# Kryssbäcksländor
Kryssbäcksländor (Nemouridae) är en familj av bäcksländor som ingår i överfamiljen Nemouroidea och ordningen bäcksländor. Enligt Catalogue of Life omfattar familjen Nemouridae 609 arter. 

## Släkten
- Amphinemura Ris, 1902
- Illiesonemoura Baumann, 1975
- Indonemoura Baumann, 1975
- Lednia Ricker, 1952
- Malenka Ricker, 1952
- Mesonemoura Baumann, 1975
- Nanonemoura Baumann & Fiala, 2001
- Nemoura Latreille, 1796
- Nemurella Kempny, 1898
- Ostrocerca Ricker, 1952
- Paranemoura Needham & Claassen, 1925
- Podmosta Ricker, 1952
- Prostoia Ricker, 1952
- Protonemura Kempny, 1898
- Shipsa Ricker, 1952
- Soyedina Ricker, 1952
- Sphaeronemoura Shimizu & Sivec, 2001
- Tominemoura Sivec & Stark, 2009
- Visoka Ricker, 1952
- Zapada Ricker, 1952